# Audi quattro spyder
 
Audi quattro spyder est le nom d'une étude de voiture de sport réalisée par Audi AG. Elle était à l'origine destinée à être construite en tant que véhicule de série, mais seul un prototype a été réalisé. Le nom fait référence à la gamme des coupés sport Audi Quattro.
 

## Histoire
La quattro spyder a été présentée au grand public lors du Salon de l'automobile de Francfort en 1991. C'était un coupé sport avec une carrosserie en aluminium, un moteur V6 central monté transversalement avec une puissance de 128 kW et une transmission intégrale permanente. Les roues étaient prévues pour des pneus volumineux, à l'époque (205/55/ZR 18), sur des jantes en aluminium (7J x 18). Le prix d'achat du véhicule de la dernière série était d'environ 100 000 DM et il y avait déjà un nombre suffisant de réservations d'acheteurs potentiels. A la "dernière seconde", après que du matériel publicitaire sous forme de brochures, de films d'information et de miniatures ait déjà été produit, le projet a été arrêté et annulé sans remplacement car les coûts de production étaient estimés trop élevés.
 
 

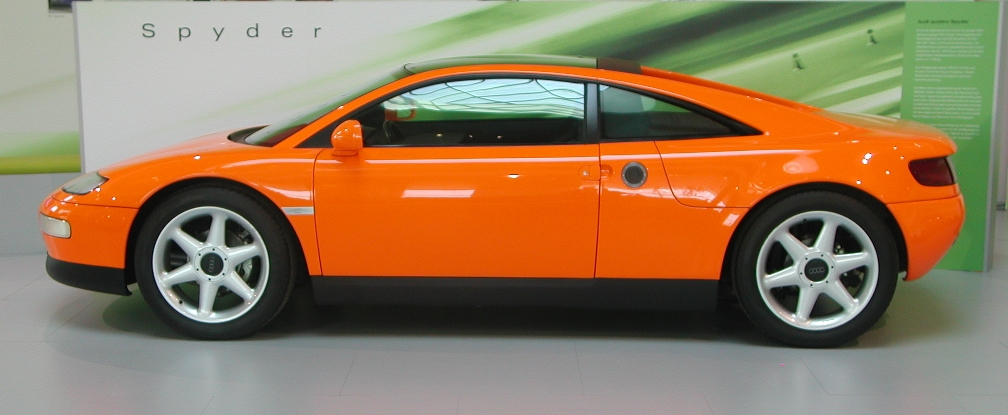
Vue latérale de la quattro spyder

Au total, un seul prototype, à l'origine de couleur orange, a été construit, qui a été repeint en vert foncé (Gomera Metallic) pour les photos. Elle a ensuite été repeinte en Fidji Orange. Cependant, en raison de ces photos de presse, la croyance qu'il y a plusieurs véhicules persiste à ce jour . Le prototype est exposé au Audi Museum mobile à Ingolstadt.
 

## Développements ultérieurs
Bien que la quattro spyder n'ait jamais été produite en série, certains éléments du concept ont été utilisés dans des futurs véhicules d’Audi. En 1994, Audi a lancé l'A8, le premier véhicule de série avec une carrosserie en aluminium. Le moteur V6 installé dans la quattro spyder a été utilisé dans presque la même conception, bien qu'en tant que moteur avant installé longitudinalement, dans les nouvelles gammes Audi 100 C4 et Audi 80 B4 ainsi que dans la Cabriolet et la Coupé, tous avec la désignation de modèle 2.8E et le code moteur AAH. Il a été utilisé dans la Cabriolet jusqu'en 2000.
 
L'idée d'un coupé (sportif) compact basé sur la quattro spyder a été initialement rejetée par Audi. Seul l’Audi Coupé a continuée à être construite jusqu'en 1996, après de légers ajustements pour adopter le look de l’actuelle B4 et l'introduction de variantes de moteur plus puissantes. En 1995, l'Audi TT a été présentée à l'IAA en tant que coupé à moteur avant quatre cylindres et elle est entrée en production de série à partir de 1998 avec de légères modifications.
 
Entre-temps, Audi a de nouveau développé un coupé sport à moteur central et prêt pour le marché, l'Audi R8 disponible depuis 2007.
 